# Bridgette Wilson
Bridgette Leann Wilson-Sampras (Gold Beach, Oregon, 1973. szeptember 25. –) amerikai színésznő, énekesnő és modell.

## Élete és pályafutása
Miután 1990-ben megnyerte a Miss Teen USA szépségversenyt, a filmezés felé fordult. 1992 és 1993 között a Santa Barbara című televíziós sorozatban szerepelt. Az 1990-es évek első felében olyan filmekben tűnt fel, mint Az utolsó akcióhős (1993), illetve 1995-ben a Megoldatlan egyenletek, a Mortal Kombat (Sonya Blade szerepében) és a Billy Madison – A dilidiák (Adam Sandler partnereként). 
További filmes szerepei közé tartozik a Tudom, mit tettél tavaly nyáron (1997), a Ház a Kísértet-hegyen (1999), a Szeretném, ha szeretnél (2001), az Én és én, meg a tehén (2002) és Az eladólány (2005). Énekesnőként 1994-ben és 1996-ban jelentek meg albumai, 2002-ben pedig vendégelőadóként Tommy Shane Steiner countryzenész kislemezén énekelt. 
Utoljára 2008-ban vállalt filmszereplést, azóta visszavonult a szórakoztatóipar világából.

## Magánélete
2000 óta Pete Sampras profi teniszező felesége, házasságukból két fiuk született.

## Filmográfia

### Film
| Év   | Magyar cím                      | Eredeti cím                     | Szerep                            | Magyar hang         |
| ---- | ------------------------------- | ------------------------------- | --------------------------------- | ------------------- |
| 1993 | Az utolsó akcióhős              | Last Action Hero                | Whitney Slater / Meredith Caprice | Báthory Orsolya     |
| 1993 | Az utolsó akcióhős              | Last Action Hero                | Whitney Slater / Meredith Caprice | Csifó Dorina        |
| 1995 | Megoldatlan egyenletek          | Higher Learning                 | Nicole                            | Csondor Kata        |
| 1995 | Billy Madison – A dilidiák      | Billy Madison                   | Veronica Vaughn                   | Juhász Judit        |
| 1995 | Mortal Kombat                   | Mortal Kombat                   | Sonya Blade                       | Földesi Judit       |
| 1995 | Nixon                           | Nixon                           | Sandy                             | Roatis Andrea       |
| 1996 | Kígyó a családban               | Final Vendetta                  | Jennifer Clark                    | Kisfalvi Krisztina  |
| 1996 | Csillagot az égről              | Unhook the Stars                | Jeannie Hawks                     |                     |
| 1997 | Nevada                          | Nevada                          | June                              | Götz Anna           |
| 1997 | A szőke az igazi                | The Real Blonde                 | Sahara                            | Árkosi Kati         |
| 1997 | Tudom, mit tettél tavaly nyáron | I Know What You Did Last Summer | Elsa Shivers                      | Kiss Virág Magdolna |
| 1998 | Sztár a lelke mindennek         | Starstruck                      | Sandra                            |                     |
| 1999 | A bamba banda                   | The Suburbans                   | Lara                              |                     |
| 1999 | A férjfogó                      | Love Stinks                     | Chelsea Turner                    | Orosz Helga         |
| 1999 | Ház a Kísértet-hegyen           | House on Haunted Hill           | Melissa Margaret Marr             | Orosz Anna          |
| 2000 | Mindent a szépségért            | Beautiful                       | Lorna Larkin, Miss Texas          |                     |
| 2001 | Szeretném, ha szeretnél         | The Wedding Planner             | Fran Donolly                      | Tóth Enikő          |
| 2001 | Reszkess, Amerika!              | Just Visiting                   | Amber                             | Oroszlán Szonja     |
| 2002 | Én és én, meg a tehén           | Buying the Cow                  | Sarah                             | Horváth Lili        |
| 2002 | Én és én, meg a tehén           | Buying the Cow                  | Sarah                             | Sipos Eszter Anna   |
| 2002 | Hóhatár – A félelem felpörget   | Extreme Ops                     | Chloe                             |                     |
| 2005 | Az eladólány                    | Shopgirl                        | Lisa Cramer                       | Szénási Kata        |
| 2008 |                                 | Phantom Punch                   | Farah                             |                     |

### Televízió
| Év        | Magyar cím              | Eredeti cím       | Szerep              | Megjegyzések                 |
| --------- | ----------------------- | ----------------- | ------------------- | ---------------------------- |
| 1992–1993 |                         | Santa Barbara     | Lisa Fenimore       | 20 epizód                    |
| 1992      |                         | Saved by the Bell | Ginger              | 5 epizód                     |
| 1993      | Gyilkos sorok           | Murder, She Wrote | Emily Griffith      | 1 epizód                     |
| 1997      | A mostohatestvér        | The Stepsister    | Melinda Harrison    | tévéfilm                     |
| 1998      | Virtuális szerelem      | Host              | Juliet Spring       | tévéfilm                     |
| 2000–2001 |                         | The Street        | Bridget Deshiel     | 11 epizód                    |
| 2002      | Frasier – A dumagép     | Frasier           | Kris                | 1 epizód                     |
| 2003      | CSI: Miami helyszínelők | CSI: Miami        | Gabriela Betancourt | 1 epizód                     |
| 2004      |                         | Beyond the Glory  | önmaga              | dokumentumsorozat (1 epizód) |
| 2005      |                         | Jake in Progress  | Chloe               | 1 epizód                     |
| 2008      |                         | Carpoolers        | Dorrit              | 1 epizód                     |
| 2008      |                         | Signature Series  | önmaga              | 1 epizód                     |

## Diszkográfia

### Albumok
| Cím                      | Részletek                                    |
| ------------------------ | -------------------------------------------- |
| I Only Wanna Be with You | - Megjelenés éve: 1994 - Kiadó: King Records |
| Gimme a Kiss             | - Megjelenés éve: 1996 - Kiadó: King Records |

### Kislemezek
| Év   | Kislemez                       | Művész              | Legmagasabb helyezés | Album               |
| Év   | Kislemez                       | Művész              | Hot Country Songs    | Album               |
| ---- | ------------------------------ | ------------------- | -------------------- | ------------------- |
| 2002 | "What We're Gonna Do About It" | Tommy Shane Steiner | 43                   | Then Came the Night |

## Fordítás
- Ez a szócikk részben vagy egészben  a   Bridgette Wilson című angol Wikipédia-szócikk fordításán alapul.  Az eredeti cikk szerkesztőit annak laptörténete sorolja fel. Ez a jelzés csupán a megfogalmazás eredetét és a szerzői jogokat jelzi, nem szolgál a cikkben szereplő információk forrásmegjelöléseként.